# Catachlorops beameri
Catachlorops beameri är en tvåvingeart som först beskrevs av Philip 1958.  Catachlorops beameri ingår i släktet Catachlorops och familjen bromsar. Inga underarter finns listade i Catalogue of Life.